# Stylizowane fakty Kaldora
Stylizowane Fakty Kaldora, sformułowane w 1961 roku przez brytyjskiego ekonomistę Nicholasa Kaldora prawidłowości wzrostu krajów rozwiniętych w długim okresie:
- Nakład pracy wyrażony w roboczogodzinach (L) wzrasta znacznie wolniej niż kapitał i produkt.
- Relacje pomiędzy  produktem i kapitałem a pracą (Y/L oraz K/L) rosną stale z czasem.
- Relacja kapitału do produkcji (K/Y) nie jest opisana żadnym trendem
- Relacje K/Y w poszczególnych krajach przemysłowych w XIX wykazywały spore różnice, w ciągu ostatnich kilkudziesięciu lat są zbieżne
- Długookresowy wzrost produktywności pracy, wyjaśniający rosnące relacje Y/L oraz K/L, przekłada się na wzrost płac realnych oraz wzrost poziomu życia.
- Udziały dochodów z kapitału i pracy (rK/Y oraz wL/y) w produkcie narodowym zmieniają się wokół poziomego trendu.